# Cephalocroton cordofanus
Cephalocroton cordofanus là một loài thực vật có hoa trong họ Đại kích. Loài này được Hochst. mô tả khoa học đầu tiên năm 1841.